# Chorizopes kastoni
Chorizopes kastoni – gatunek pająka z rodziny krzyżakowatych.
Gatunek ten opisany został po raz pierwszy w 2004 roku przez U.A. Gajbe i Pawana U. Gajbe na łamach „Records of the Zoological Survey of India”. Jako miejsce typowe wskazano Ganfhi Smarak w Jabalpurze w Indiach. Epitet gatunkowy nadano na cześć amerykańskiego arachnologa Benjamina Juliana Kastona.
Pająk ten osiąga 6,7 mm długości ciała przy karapaksie długości 1,9 mm i szerokości 2,4 mm oraz opistosomie (odwłoku) długości 4,8 mm i szerokości 4,5 mm. Ubarwienie prawie całego ciała jest czarne. Karapaks jest ku przodowi zwężony i ma wysklepiony region głowowy z czterema parami oczu. Oczy par środkowych rozmieszczone są na planie szerszego z tyłu trapezu. Oczy par bocznych leżą bardziej z przodu niż par środkowych tego samego szeregu. Szczękoczułki są przysadziste, ciemnobrązowe, porośnięte włoskami. Warga dolna jest szersza niż dłuższa, jasno zabarwiona. Na ciemnobrązowym, sercowatym ze spiczastym tyłem sternum również rosną włoski. Odnóża mają brązowawe obrączkowanie na biodrach i udach. Opistosoma ma zarys jajowaty z wklęśniętą tylną krawędzią. Na jej wierzchu widnieją cztery pary białych plamek.
Pajęczak orientalny, endemiczny dla Indii, znany tylko ze stanu Madhya Pradesh.